# Isadore Perlman
Isadore Perlman (* 12. April 1915 in Milwaukee, Wisconsin; † 3. August 1991 in Los Alamitos, Kalifornien) war ein US-amerikanischer Chemiker (Kernchemie, Kernphysik).

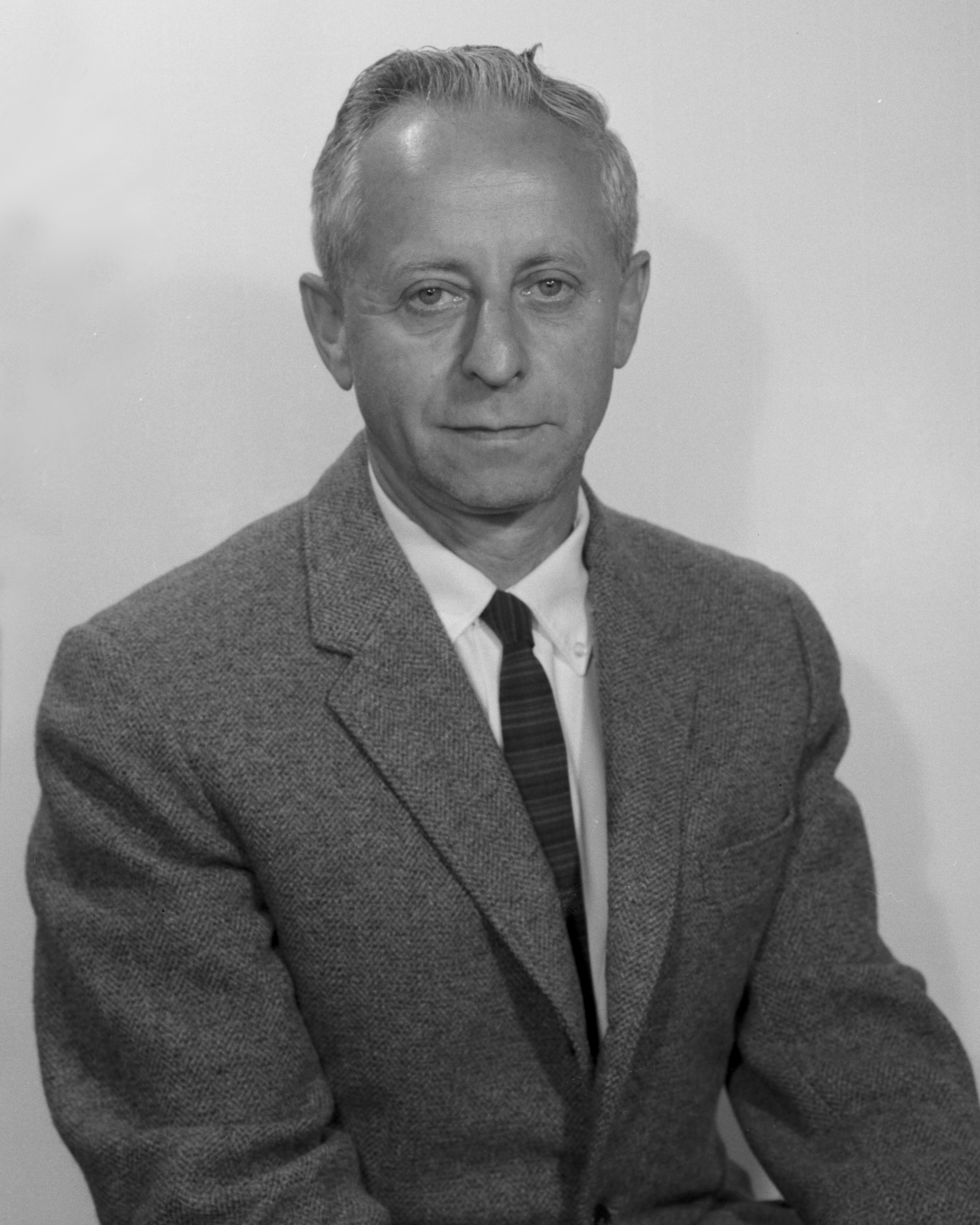
I. Perlman 1964

Perlman studierte an der University of California, Berkeley mit dem Bachelor-Abschluss in Chemie 1936 und wurde dort 1940 in Physiologie promoviert (er war damals ein Pionier in der Verwendung von radioaktivem Jod und Phosphor als Tracer). Ab 1942 war er im Manhattan Project in Chicago und am Oak Ridge National Laboratory sowie 1944/45 in Hanford, wobei er eine wichtige Rolle bei der Entwicklung der Plutoniumproduktion spielte. 1945 bis 1974 war er Professor in Berkeley, wobei er auch Leiter Kernchemie im Lawrence Berkeley National Laboratory (LBNL, damals Lawrence Radiation Laboratory) und Associate Director des Labors wurde, und danach 1974 bis 1988 an der Hebräischen Universität in Jerusalem (neben Chemie auch Archäologie). Ab 1988 forschte er wieder am LBNL.
Er galt als international führender Experte für Alpha-Zerfalls-Systematik und gab mit Glenn T. Seaborg 1949 eine der ersten Isotopen-Tabellen heraus. Zuletzt arbeitete er an der Bestimmung des Iridiumgehalts von Gesteinen mit Neutronenaktivierungsanalyse (wichtig für die Bestätigung der Meteoriteneinschlagshypothese von Luis Alvarez, einem Kollegen in Berkeley). Schon zuvor hatte er an der Methode der Neutronenaktivierungsanalyse für die Altersbestimmung in der Archäologie (Keramiken) gearbeitet und baute ein entsprechendes Labor an der Hebräischen Universität auf.
Er stellte 1947 mit Louis B. Werner erstmals Curium in wägbaren Mengen dar.
1960 erhielt er den Ernest-Orlando-Lawrence-Preis und 1964 den Glenn T. Seaborg Award for Nuclear Chemistry. 1955 war er Guggenheim Fellow. Er war Mitglied der National Academy of Sciences (1963) und der American Academy of Arts and Sciences (1969).

## Schriften
- Mit C. Michael Lederer, Jack M. Hollander: Table of Isotopes. 6. Auflage. John Wiley, New York 1967.